# Empoasca taraxa
Empoasca taraxa är en insektsart som beskrevs av Caldwell 1952. Empoasca taraxa ingår i släktet Empoasca och familjen dvärgstritar. Inga underarter finns listade i Catalogue of Life.